# Joep Lange
Joseph Marie Albert "Joep" Lange (Nieuwenhagen, Países Baixos, 25 de setembro de 1954 — próximo a Grabovo, Oblast de Donetsk, Ucrânia, 17 de julho de 2014) foi um médico neerlandês especialista em terapia do HIV.
De 2002 a 2004, foi presidente da Sociedade Internacional da AIDS (International AIDS Society), uma organização que reúne profissionais de todo o mundo da área de HIV/AIDS, promovendo conferências internacionais e divulgando novas pesquisas nesta área.
Foi presidente fundador e era, até à data da sua morte, presidente do conselho de supervisão da Fundação PharmAccess (PharmAccess Foundation), uma organização destinada a facilitar o acesso a medicamentos e serviços de saúde na África.
Era também professor de medicina na Universidade de Amsterdã e diretor científico do Instituto de Amsterdã para a Saúde e Desenvolvimento Global (Amsterdam Institute for Global Health and Development).
Morreu em 17 de julho de 2014, no ataque ao voo Malaysia Airlines 17, em que viajava para participar da 20ª Conferência Internacional de AIDS em Melbourne.